# 米高·邦
湯瑪士·米高·邦，CBE（英語：Thomas Michael Bond，1926年1月13日—2017年6月27日），是一名英國作家，以其筆下的「帕丁頓熊」系列而聞名。他於2015年女王壽辰獲頒大英帝國司令勳章。

## 早年日子

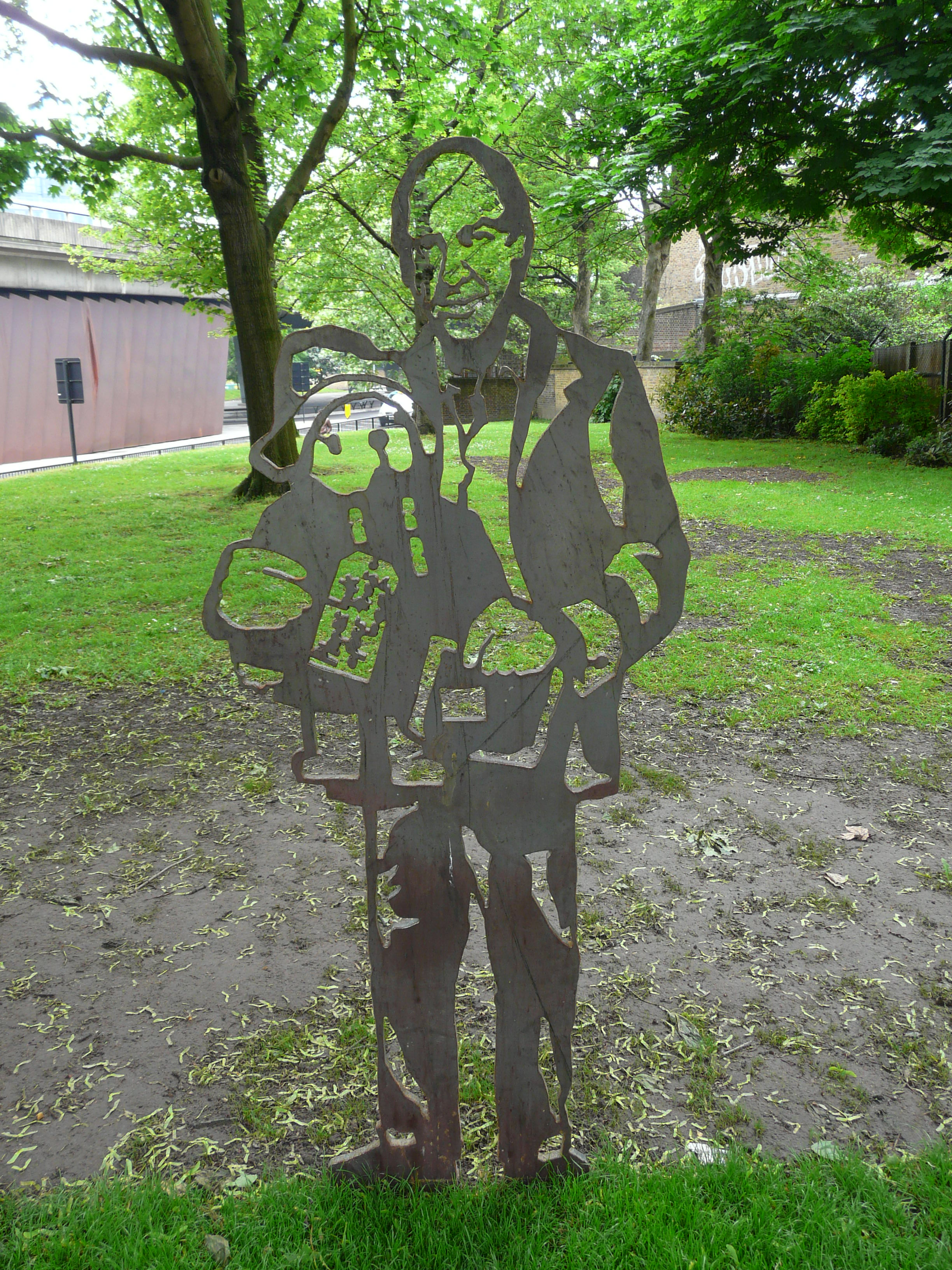
米高·邦在帕丁頓聖瑪莉廣場的立像

米高·邦在紐伯里出生，於伯克郡的雷丁長大，父親是郵局的主管。他小時候喜歡到雷丁站留連，看康沃爾海濱快車噴着蒸汽而過，也因此他對蒸汽火車產生了興趣。米高在雷丁的展示書院就讀，但求學的日子並不愉快。2014年11月，米高受英國衛報訪問時表示，當年會選讀這所學校，「只是因為家母喜歡校服外套的顏色。她一生中沒有犯什麼錯誤，但那是其中一次。」因此，儘管父母希望米高能進入大學，他在14歲時便輟學了。在第二次世界大戰期間，米高曾在一間事務律師行工作了一年，之後他去了英國廣播公司成爲工程師助理。
1943年2月，一次對雷丁的空襲造成他工作所在的大樓倒塌，有41人死亡及多人受傷，但是米高死裏逃生，並無大恙。不久之後，17歲的他自願入伍成為英國皇家空軍的飛行員；不過，由於他有嚴重的暈機症狀，遭空軍解職而轉調至陸軍。1947年他從自米德塞克斯團退役，結束軍旅生涯。

## 拾起筆桿
米高初次的小品是於1945年當他隨軍駐紮在開羅時寫的。米高把故事投稿至一本名為《倫敦意見》的雜誌後，獲得了7堅尼，因此他覺得「當個作家也不錯」。他為英國廣播公司當電視攝影師時寫過了幾本劇本和幾篇短故事後（有段时间是爲《藍色彼得》而作），在1958年10月13日，米高的第一本著作——《一隻叫帕丁頓熊》──出版了。這也是一系列有關一隻熊的故事之開端：它帶著一瓶柑橘醬，被露茜姑媽從「祕魯的最深處」送至英國，然後在帕丁頓站被伯朗一家發現、收留並以該車站命名。1965年，該系列故事的成功使米高辭去了英國廣播公司的職務，向全職作家之路發展。
帕丁頓歷險的系列已經在近20個國家，以逾40種語言賣出了超過三千五百萬冊。雖然米高曾在2007年12月表示他並無意為帕丁頓熊歷險的系列再添新作，可是在2014年秋天米高發表了至今最新的作品《來自帕丁頓的愛》。2014年上映的電影帕丁頓中，米高本人也在劇中客串了一個善良紳士的角色。
米高亦有其他兒童文學作品，包括有一隻以米高家中的寵物「歐嘉」所命名的豚鼠所進行的冒險故事系列《保家的歐嘉》；又譬如米高於1968年為英國廣播公司而創作的《香草們》。米高也發表過以成年人為對象的烹飪懸疑小說系列《葡萄柚先生》，該系列描寫了同名主人翁與他那名爲「薯條」的忠心血𤟥的故事。

## 榮譽
1997年，米高因在兒童文學的傑出貢獻而獲頒大英帝國官佐勳章；2015年，再獲頒大英帝國司令勳章。2007年7月6日，雷丁大學授予他名譽文學博士學位。

## 個人生活
米高經歷了兩段婚姻。他與前妻布蘭達生下了一子（安東尼）一女（克倫）。他和現任妻子蘇珊住在倫敦，與啟發了他許多寫作靈感的地點——帕丁頓站相距不遠。